# 孔慶同 (1912年)
孔慶同（1912年—1942年10月21日），河南光山沙窩人，共產黨黨員。曾任八路軍冀中軍區第八軍分區副司令員、代理司令員。

## 生平
1928年孔慶同參加農民赤衛隊，並在同年加入共產黨。1932年11月鄂豫皖省委在黃安檀樹崗重建紅二十五軍，孔所在的部隊改編為中國工農紅軍，改編後孔任司號員。1937年9月由中共中央北方局指派至河北工作。同年10 月孔慶同等人隨李運昌來到冀東，在豐潤縣腰帶山成立冀東武裝抗日隊伍。1939年入中共中央晉察冀分局黨校就讀，隔年畢業。1942年10月21日孔慶及河間縣大隊、區小隊100多人在駐地突遭日軍合擊，孔及河間縣大隊政委楊捷於突圍中殉國。 2014年9月14日民政部公佈的第一批著名抗日英烈。